# Australian Systematic Botany
Australian Systematic Botany (abreviado Austral. Syst. Bot.) es una revista internacional revisada por pares que publica investigaciones originales, y algunas veces artículos de revisión, sobre temas relacionados con la botánica sistemática, como la biogeografía, taxonomía y la evolución. Es publicado por Editorial CSIRO. A pesar de la similitud en el nombre, la revista no está directamente asociado con la Sociedad de Botánica Sistemática de Australia , aunque algunos miembros del equipo de redacción son miembros de esa sociedad. La revista tiene un amplio alcance, que abarca todas las plantas, los grupos de algas y hongos, incluyendo los fósiles. Publicado por primera vez en 1978 como Brunonia, adoptó su nombre actual en 1988. Hasta principios de 2007 se han producido 20 volúmenes. En ese momento tenía un factor de impacto de 1,162. Su ISSN es 1030-1887.